# Ökodizájn
Az ökodizájn környezettudatos gondolkodásmód bevezetését jelenti a tervezési és a gyártási folyamatok során. Az ökodizájn célja a termékek környezeti hatásainak csökkentése azok teljes életciklusa során.
Az új gondolkodás segítségével nem csak a termék környezeti hatásai csökkennek, hanem a költségek csökkentését, a hatékonyság növelését és a versenyképesség növelését is eredményezheti. A termékek életciklusát megfigyelve számos gazdasági és környezeti fejlesztési lehetőséget találhatunk, beleértve a gyártás és a használat fázisát ugyanúgy, mint az életciklus végét jelentő hulladékhasznosítást.
Az angol eco-design szó eredete: környezeti (ecological) + gazdaságossági (economical) gondolkodás.